# Yarol Poupaud
 (juin 2013).
Si vous disposez d'ouvrages ou d'articles de référence ou si vous connaissez des sites web de qualité traitant du thème abordé ici, merci de compléter l'article en donnant les références utiles à sa vérifiabilité et en les liant à la section « Notes et références ».
Pour les articles homonymes, voir Poupaud.
Stanislas Poupaud, dit Yarol, est un musicien, compositeur et producteur français né le 23 décembre 1968 à Neuilly-sur-Seine.
Multi-instrumentiste, il est guitariste pour FFF, Niagara, Adanowsky ou Johnny Hallyday, bassiste pour Winston McAnuff & The Bazbaz Orchestra, batteur pour MUD ou Adrienne Pauly, clavier pour The Hellboys, chanteur et guitariste pour Black Minou. Il produit aussi de nombreux albums et musiques de films. Il est également directeur musical pour Hallyday et membre du jury dans l'émission Nouvelle Star.

## Biographie

### Les débuts avec FFF
Petit-fils d'Yves Richard, journaliste à La Nouvelle République du Centre-Ouest, Yarol Poupaud est le fils de la productrice Chantal Poupaud et le frère ainé de l'acteur Melvil Poupaud. Ses parents souhaitent l'appeler Yarol, d'après Shambleau, une nouvelle de Catherine Moore, mais ce prénom étant refusé par l'état civil, il s'appelle officiellement Stanislas.
Il commence la guitare à l'âge de 12 ans. C'est dans la maison de Marguerite Duras, avec qui sa mère travaille, qu'il gratte pour la première fois cet instrument. En 1987, il rencontre Marco Prince (chant) et Nicolas « Niktus » Baby (basse) et rejoint FFF (Fédération française de fonck). En 1990, ils se font remarquer aux Transmusicales de Rennes par le chroniqueur Philippe Conrath. Dans les semaines suivantes, ils signent sur le label Epic, filiale de Sony.
Cette même année, Yarol Poupaud est (aussi) guitariste sur la tournée Religion de Niagara.
En 1991, FFF sort un premier album, Blast Culture, enregistré à New York. En 1993, le groupe livre un second album, Free for Fever, entièrement en anglais. Mars 1996, nouvel album éponyme. FFF remporte la victoire de la musique du meilleur concert 1997 pour son Olympia. Un album live, Vivants, sort en 1997.
La formation joue en première partie de Johnny Hallyday, en 1998, au Stade de France. En 1999, ils signent chez V2 Records, un sous label de Virgin. Le 29 janvier 2000, ils font leur grand retour sur scène au Stade de France dans le cadre d'un championnat de Snowboard. En mars 2000, sort Vierge, produit par Yarol Poupaud. Le groupe se sépare en 2001.
De 2013 à 2019, FFF est de retour sur les routes, un nouveau single est publié et un nouvel album est annoncé.
En 2018, Yarol Poupaud est en tournée sous son propre nom, sort un clip de la chanson Boogie With You. Il édite son 1er  album solo, intitulé Yarol en février 2019.
Le 29 novembre 2019 un clip annonce la sortie d'un single deux titres vinyle 45 tours, baptisé Meet Me in the City en hommage à Junior Kimbrough . Enregistré aux Studios Mascaron en collaboration avec Dirty Deep, il est composé et enregistré en deux jours.
Yarol Poupaud publie en 2020 une autobiographie intitulée Electrique. En 2021, il sort son 2e album solo, Hot Like Dynamite.
En 2022, il joue sur la tournée "Dutronc et Dutronc" avec Jacques et Thomas Dutronc.

### En parallèle
De 1995 à 1998, Yarol Poupaud, accompagné de son frère Melvil et de Hopi Lebel, crée le groupe MUD.
Ils signent un premier album Mud en 1995, puis Mud Pack chez Epic, filiale de Sony.
Yarol est à la batterie et au chant.
Entre 1996 et 2004, Yarol Poupaud se lance dans la réalisation d'albums : Ultra Orange, Daran, Melvil Poupaud, Tomawak.
En 2003, il crée son groupe Yarol Rock'n'roll Trio et tourne dans les clubs parisiens. À la guitare et au chant, il enregistre les 2003 Sessions (Bonus Tracks Records).
En 2005, il  produit avec Camille Bazbaz l'album A Drop de Winston McAnuff.
En 2006, Yarol Poupaud crée son propre label Bonus Tracks Records avec sa compagne Caroline de Maigret.
Il réalise l'album Mutant Love de The Hellboys et Paris Calling, compilation de rock francophone en coproduction avec Because Music.
Il organise le festival Passe ton bac d'abord et les soirées Rock'n'roll Friday avec Philippe Manœuvre où seront découverts les BB Brunes, Les Naast...
Il réalise l'album d'Adrienne Pauly (Warner) et d'Adanowsky (Dreyfus Motors).
En 2007, il crée avec Nikola Acin le groupe de musique country Heartbreak Hotel. FFF donne un concert unique au festival Solidays.
En 2008, au sein de son label Bonus Tracks Records, il réalise albums et EP pour The Parisians, The Mantis, Heartbreak Hotel, Bad Mama Dog, Mister Soap and the Smiling Tomatoes et lui-même.
Yarol Poupaud compose les bandes originales de la mini-série Doom-doom de Laurent Abitbol et Nicolas Mongin pour Canal+ et du film La Musique de Papa de Patrick Grandperret pour France 2.
En 2009, il réalise l'album de Les Brats et, au sein de son label Bonus Tracks Records, l'EP des Brainbox.
En 2010, il compose la bande originale du film Bus Palladium de Christopher Thompson ainsi qu'un titre pour le film Carlos d'Olivier Assayas. Il est nommé aux Césars l'année suivante dans la catégorie meilleure musique de film pour Bus Palladium.
Réalisation et production d'albums : Shaking the Ashes of Our Enemies de The Parisians, The Hub "A Sleepless Night"
En 2011, il réalise l'album de Winston McAnuff et crée un nouveau groupe avec son frère Melvil : les Black Minou.
À partir de novembre 2014, Yarol Poupaud participe au jury de la 11e saison de la Nouvelle Star sur D8.

#### Collaborations avec et hommages à Johnny Hallyday
À partir de 2012, Yarol Poupaud est guitariste et directeur musical de Johnny Hallyday, qu'il a rencontré sur le tournage du film Jean-Philippe.
Il l'accompagne sur scène sur les tournées Jamais Seul (2012), Born Rocker Tour (2013-2014) et Rester vivant (2015) - voir les albums live On Stage et Born Rocker Tour. Il est également l'un des guitaristes du groupe qui accompagne Les Vieilles Canailles (Eddy Mitchell, Jacques Dutronc, Johnny Hallyday), sur la scène de Bercy à l'automne 2014 et pendant la tournée de l'été 2017.
Il réalise l'album choral On a tous quelque chose de Johnny, où différents artistes rendent hommage au répertoire de Johnny Hallyday. Il est aussi l'un des guitaristes qui lui rendent un hommage acoustique lors de la messe donnée à l'église de la Madeleine à Paris, lors de ses funérailles. En 2021, il participe à l'émission Symphonissime orchestrée par Yvan Cassar, en hommage à Johnny, sur France 2.
En 2022, Yarol Poupaud sort l'album Fils de personne, sur lequel il reprend douze chansons de Johnny Hallyday en guise d'hommage.

### Vie privée
Yarol a une relation avec la chanteuse Muriel Moreno à l'époque où il est guitariste dans les concerts de Niagara. De 2005 à 2021, il est en couple avec Caroline de Maigret, ils ont un fils prénommé Anton.

## Discographie
Yarol Poupaud
- 2008 : 2003 Sessions
- 2019 : Yarol
- 2021 : Hot Like Dynamite
- 2022 : Fils de personne

FFF
- 1991 : Blast Culture
- 1993 : Free For Fever
- 1996 : FFF
- 1997 : Vivants (live au Eurockéennes 1997)
- 2000 : Vierge
- 2023 : I Scream
- 2025 : You Scream ?

MUD
- 1995 : Mud
- 1997 : Mud Pack

Heartbreak Hotel
- 2008 :Snake Eyes

Black Minou
- 2012 : Black minou EP

Johnny Hallyday
- 2013 : On Stage
- 2013 : Born Rocker Tour
- 2016 : Rester Vivant Tour (live au Palais 12)
- 2018 : Mon pays c'est l'amour
- 2020 : Live au Beacon Theatre de New-York 2014 (album posthume)

Les Vieilles Canailles
- 2019 : Les Vieilles Canailles Le Live (live au Palais omnisports de Paris-Bercy, 2017)

Dirty Deep
- 2019 : Meet Me in the City, collaboration avec Dirty Deep, 2 titres vinyle 45 tours

## Productions
- 1996 : Ultra Orange, Peepshow 3000
- 1997 : Tomawak, Tomawak
- 1997 : Daran, Déménagé
- 2002 : Melvil Poupaud, Un Simple Appareil
- 2005 : Winston McAnuff & The Bazbaz Orchestra, A Drop, coréalisé avec Camille Bazbaz
- 2005 : Nixon, Nos Verticales
- 2006 : Adrienne Pauly, Adrienne Pauly, coréalisé avec Dominique Blanc-Francard
- 2006 : Adanowsky, Etoile éternelle
- 2006 : Paris Calling---(Second Sex, The Parisians, Plastiscines, Brooklyn, Les Shades, The Hellboys, The Rolls)
- 2006 : The Hellboys, Mutant Love
- 2008 : Mister Soap And The Smiling Tomatoes, "Hawaï EP"
- 2008 : Bad Mama Dog, "Love Gone Bad"
- 2008 : Yarol, 2003 Sessions
- 2008 : Heartbreak Hotel, Snake Eyes
- 2008 : The Parisians, Alesia E.P.
- 2008 : The Mantis, Where Are You My Generation? E.P.
- 2009 : Les Brats, Brats
- 2009 : Les Brainbox, EP
- 2010 : B.O. Bus Palladium
- 2010 : The Parisians, Shaking The Ashes Of Our Enemies
- 2011 : Winston McAnuff & The Bazbaz Orchestra, A Bang, coréalisé avec Camille Bazbaz
- 2011 : Johnny Hallyday, Autoportrait (single)
- 2011 : The Parisians', "Difficult Times"
- 2011 : The Hub, "A Sleepless Night"
- 2012 : Black minou, EP

## Filmographie

### Compositeur-musicien
- 1985 : Ces jours où les remords vont font vraiment mal au cœur de Melvil Poupaud
- 1991 : Un crachat, une algue, une planche
- 1994 : musique d'habillage de la collection de téléfilms Tous les garçons et les filles de leur âge diffusée sur Arte
- 1994 : Boulevard Mac Donald de Melvil Poupaud
- 1995 : Le Vide dedans moi de Cyriac Auriol et Lola Doillon
- 2005 : Celle qui reste (TV) de Virginie Sauveur
- 2006 : Astérix et les Vikings (Eye of the Tiger) de Stefan Fjeldmark et Jesper Møller
- 2006 : Souviens-toi... l'été dernier 3, (writer: I Want You) de Sylvain White
- 2008 : Mes stars et moi de Lætitia Colombani
- 2008 : Doom-doom de Laurent Abitbol et Nicolas Mongin, Canal+
- 2009 : La Musique de papa de Patrick Grandperret, France 2
- 2010 : Bus Palladium de Christopher Thompson
- 2010 : Carlos d'Olivier Assayas

### Acteur
- 2002 : La Voix de Luna de Margot Abascal
- 2003 : Pronobis de Melvil Poupaud
- 2006 : Jean-Philippe de Laurent Tuel
- 2007 : Broken English de Zoe Cassavetes : Guillaume
- 2017 : Rock'n Roll de Guillaume Canet : Lui-même
- 2017 : Chacun sa vie de Claude Lelouch : Lui-même